# Dichochrysa diaphana
Dichochrysa diaphana är en insektsart som beskrevs av C.-k. Yang et al. 1999. Dichochrysa diaphana ingår i släktet Dichochrysa och familjen guldögonsländor. Inga underarter finns listade i Catalogue of Life.